# Šoporňa
Šoporňa és un poble i municipi d'Eslovàquia que es troba a la regió de Trnava, a l'oest del país.

## Història
La primera menció escrita de la vila es remunta al 1251.

## Demografia
| Godina             | 1994 | 2004   | 2014   | 2024   |
| ------------------ | ---- | ------ | ------ | ------ |
| Nombre de persones | 4000 | 4149   | 4171   | 4032   |
| Diferència         |      | +3,72% | +0,53% | −3,33% |

| Godina             | 2023 | 2024   |
| ------------------ | ---- | ------ |
| Nombre de persones | 4079 | 4032   |
| Diferència         |      | −1,15% |